# Butrint
Butrint (alb. Butrint, Butrinti, gr. Βουθρωτόν Bouthrōtón, łac. Buthrotum) – stanowisko archeologiczne w południowej Albanii przy granicy z Grecją, od 1992 roku wpisane na listę światowego dziedzictwa kultury UNESCO. 

## Historia
W starożytności kolonia grecka założona w VII/VI wieku p.n.e. (według mitu przez uciekinierów z Troi) na miejscu osady iliryjskiej. Miasto portowe, które stało się też ważnym ośrodkiem kultu boga Asklepiosa. W II wieku p.n.e. znalazło się pod rządami Rzymian i funkcjonowało jako ważny ośrodek portowy aż do VI w. n.e., kiedy miasto zostało kilkakrotnie spustoszone w okresie wielkiej wędrówki ludów. Od IV wieku było stolicą chrześcijańskiego biskupstwa Buthrotum.
Średniowieczna historia miasta ściśle wiąże się z walkami toczonymi przez Bizancjum z Normanami i Wenecjanami, a następnie z Wenecją i Imperium Osmańskim.
W Butrincie odkryto resztki murów obronnych (m.in. tzw. Lwią Bramę) z IV-V w. p.n.e., starożytny teatr grecki z III wieku p.n.e., ruiny domów, łaźni rzymskich i nimfeum oraz bizantyjskiej bazyliki i baptysterium z VII wieku. Zachowały się tam również pozostałości XIV-wiecznego zamku weneckiego. Na terenie wykopalisk odnaleziono wiele rzeźb z okresu grecko-rzymskiego, zgromadzonych w miejscowym muzeum.
W 1997 roku obiekt został uznany za zagrożony w związku ze splądrowaniem miejscowego muzeum w trakcie niepokojów społecznych w kraju. W 2002 roku na terenie wokół wykopalisk ustanowiono Park Narodowy Butrint. W 2005 roku usunięto Butrint z miejsc zagrożonych na Liście UNESCO.

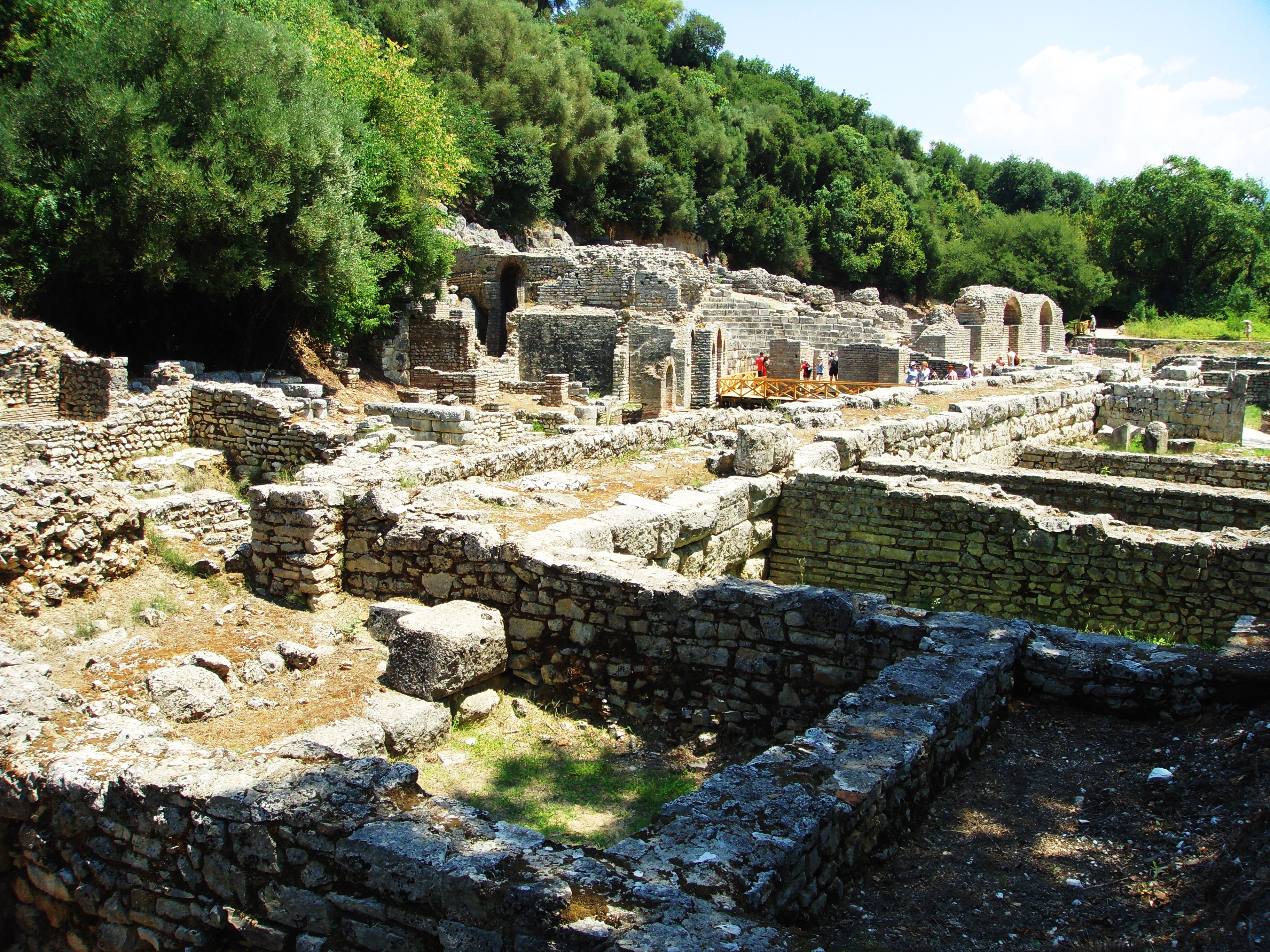
Fragment zabudowań agory
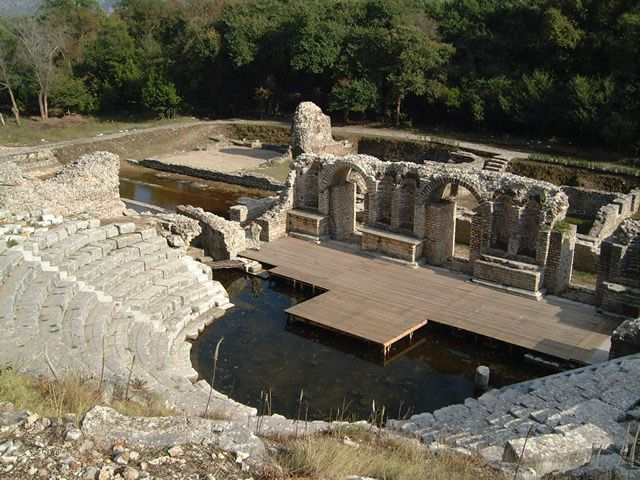
Grecki teatr z III w. p.n.e.
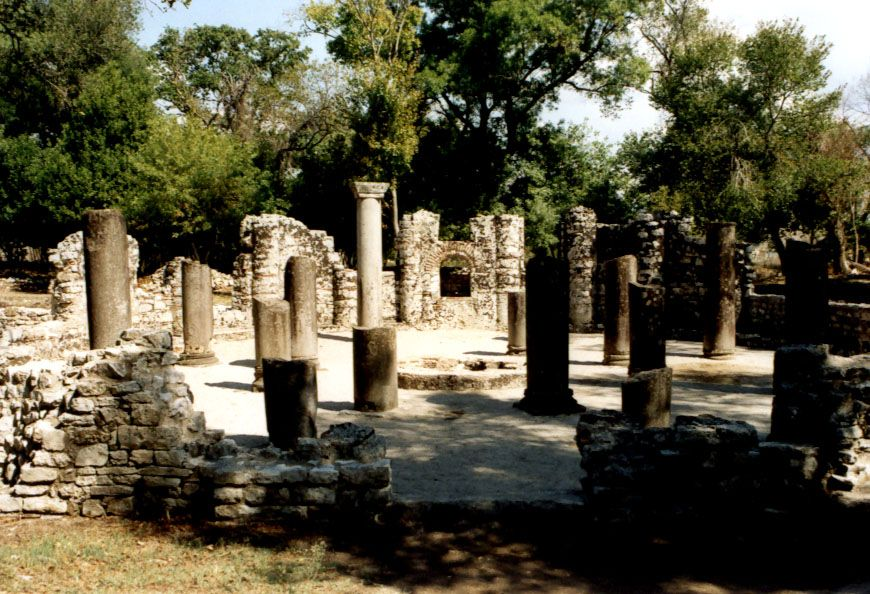
Bizantyjskie baptysterium